# 横浜市立長津田第二小学校
横浜市立長津田第二小学校（よこはましりつ ながつただいにしょうがっこう）は横浜市緑区にある公立小学校。長津田第二小学校の学区を含んでいる学区を持つ中学校は田奈中学校とあかね台中学校の2校。

## 校訓
「自ら創り 学び合い かがやく 二小の子」
- 課題解決に向け、進んで取り組み最後までやり抜くことができる子を育てます。（知）
- 善いこと、悪いことをきちんと判断し、責任を持って行動できる子を育てます。（徳）
- 命を大切にし、望ましい生活習慣を身につけ、自ら進んで健康づくりに取り組む子を育てます。（体）
- 人や自然を大切にし、思いやりを持って進んで関わる子を育てます。（公）
- 素直に話を聴き、コミュニケーションを通して、考え合い、深め合える子を育てます。（開）

## 沿革
- 1976年（昭和51年）
  - こどもの国への全校遠足開始
  - 給食開始
  - 4月1日 - 横浜市立長津田第二小学校開校
  - 12月9日 - 校章・校歌制定「開校記念日」制定、父母と先生の会（PTA）発足
- 1977年（昭和52年） - プールを新設
- 1978年（昭和53年） - 土曜父母授業参観開始
- 1979年（昭和54年）
  - 校舎増築工事（図書室・保健室・印刷室・耐火書庫・普通教室４教室）
  - 学校給食優良校として教育委員会より表彰
  - 防災総合避難訓練開始
- 1980年（昭和55年） - 創立５周年記念誌「長津田の歴史と学校のあゆみ」発行され、校旗等が決定される。
- 1985年（昭和60年）
  - 創立10周年記念式典・祝賀会
  - 記念誌「すぎの子」発行
  - 少年少女記念像「希望」除幕式
- 1986年（昭和61年） - 校舎増築工事（視聴覚室・会議室）
- 1987年（昭和62年） - かけ足・持久走の会実施
- 1989年（平成元年） - 事務室・放送室・技術員室・車いす対応トイレの改修工事が行われる。
- 1990年（平成2年）
  - 校庭改修工事（整備・コンビネーション遊具・造形砂場）
  - ペア級活動開始
- 1991年（平成3年）
  - すぎの子級（個別支援学級）開設。すぎの子級等の教室改修工事が行われる。
  - 横浜市立小学校球技大会出場（区代表サッカー部）
- 1992年（平成4年） - 学校週5日制開始。
- 1994年（平成6年） - 分区新緑区誕生し、小学校が22校から16校になる。
- 1995年（平成7年） - 記念誌「すぎ」発行
- 2000年（平成12年） - 給食室（ドライ方式）完成。パソコン室を整備。
- 2005年（平成17年） - エレベーター・扇風機設置
- 2008年（平成20年） - 外国語活動準備校となる。
- 2009年（平成21年） - 太陽光発電設備設置
- 2011年（平成23年） - ガス冷暖房工事

## 校区
- 長津田町
  - 2106番地1〜2296番地
  - 2,368番地〜2371番地
  - 2,376番地〜2393番地
  - 2396番地〜2400番地
  - 2404番地〜2436番地
  - 2437番地2〜2665番地
- 長津田一丁目
  - 1番〜17番
  - 22番
- 長津田二丁目
  - 1番〜18番
  - 21番〜48番
- 長津田三丁目
  - 1番〜27番
  - 32番5号〜32番17号
  - 35番
- 長津田四丁目